# بودنز
بودنز (انگلیسی: BoDeans) یک گروه موسیقی (راک و پاپ) است که در سال ۱۹۸۳ در واکیشا، ویسکانسین تشکیل شده است. این گروه در سال ۱۹۸۵، با اسلش رکوردز قرارداد امضا و اولین آلبوم خود با نام Love & Hope & Sex & Dreams را ضبط کرد. 